# Schiacciamento (pena di morte)
Lo schiacciamento era una forma di esecuzione capitale che veniva effettuata con diversi metodi.

## Modalità
Nel più comune, detto peine forte et dure, il condannato veniva fatto sdraiare per terra e legato, quindi si accumulavano dei pesi sul suo corpo fino a provocarne la morte. Un altro metodo era la pressatura, in cui il condannato era posto tra due lastre di pietra; sulla lastra superiore si mettevano dei pesi, provocando lo schiacciamento del corpo e la morte. Presso alcuni popoli il condannato veniva schiacciato con animali; i mongoli usavano i cavalli, mentre in India era in uso il supplizio dell'elefante.

## Nella letteratura
Un caso di esecuzione per mezzo di questa tortura mortale è descritto ne L'uomo che ride di Victor Hugo.